# Lutz Hovest
Lutz Hovest (* 15. September 1957) war Fußballspieler in der DDR-Oberliga, der höchsten Spielklasse des ostdeutschen Fußball-Verbandes. Er spielte dort für den 1. FC Union Berlin.

## Sportliche Laufbahn
Der später erfolgreiche Flügelstürmer Hovest spielte bis zu seinem 18. Lebensjahr bei der Betriebssportgemeinschaft (BSG) Stahl Hennigsdorf. Zur Saison 1976/77, als er für den Männerbereich spielberechtigt geworden war und seine Lehre als Elektromonteur abgeschlossen hatte, wechselte er zur BSG Chemie Premnitz, die gerade in die drittklassige Bezirksliga Potsdam abgestiegen war. Bereits nach vier Monaten wurde Hovest für eineinhalb Jahre zum Militärdienst eingezogen. Dort wurde er zur Armeesportgemeinschaft Vorwärts Kamenz abkommandiert, wo er nun in der Bezirksliga Dresden weiter Fußball spielen konnte. Nach seiner Entlassung kehrte er im Mai 1978 wieder zur BSG Chemie Premnitz zurück, die inzwischen in die zweitklassige DDR-Liga aufgestiegen war.
Im Sommer 1979 wurde der 1,76 m große Hovest zum Oberligisten 1. FC Union Berlin delegiert. Dort war er zunächst nur Ergänzungsspieler und kam in der Spielzeit 1979/80 nur in zehn Oberligaspielen zum Einsatz, von denen er nur in drei Begegnungen über die gesamte Spieldauer auf dem Platz stand. Seinen ersten Oberligaeinsatz hatte er am 29. September 1979 in der Begegnung des 6. Spieltages Wismut Aue – 1. FC Union (0:0), als er in der 74. Minute eingewechselt wurde. Union beendete die Saison als Absteiger und spielte die folgenden zwei Jahre in der DDR-Liga. In dieser Zeit konnte sich Hovest als Stammspieler durchsetzen und bestritt 61 der 66 Pflichtspiele.

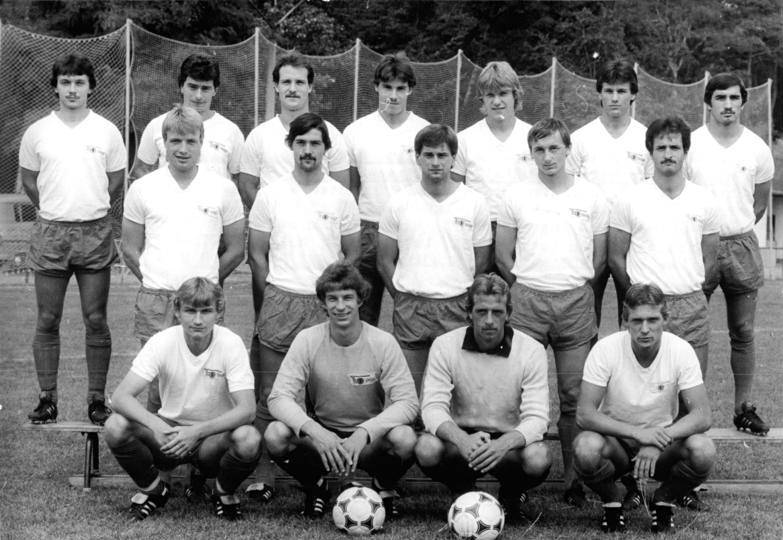
Hovest (hinter Reihe, dritter von links) auf dem Mannschaftsbild von 1. FC Union Berlin 1983/84

Auch nach dem Aufstieg 1982 und unter dem neuen Trainer Harry Nippert konnte sich Hovest als Stammspieler behaupten. Als Mittelstürmer, zeitweise auch als Rechtsaußen absolvierte er 1982/83 25 der 26 Punktspiele. 1983/84 lag sein Schwerpunkt auf der rechten Angriffsseite, und er war bei sämtlichen Punktspielen mit von der Partie. Für Union verlief die Saison indessen nicht gut. Trotz des Trainerwechsels von Nippert zu Karl-Heinz Burwieck mussten die Berliner nach zwei Jahren Oberliga erneut in die Zweitklassigkeit absteigen.
Es folgte jedoch der sofortige Wiederaufstieg, an dem Hovest mit 26 von 34 DDR-Liga-Spielen sowie elf Toren beteiligt war. 1985/86 nahm der inzwischen 28-jährige Hovest seine vierte Oberligasaison in Angriff. Auch bei seinem vierten Trainer Karl Schäffner hatte er gute Karten und wurde in allen Punktspielen sowie in acht von neun Pokalspielen eingesetzt. Ausgerechnet im neunten Pokalspiel der Unioner, dem Endspiel (1:5 gegen den 1. FC Lok Leipzig) fehlte Hovest. Im Sommer 1986 nahm Union am Intertoto-Cup teil. Von den sechs Spielen, mit denen Union Gruppensieger wurde, bestritt Hovest vier. Seine letzte Saison für den 1. FC Union Berlin absolvierte Hovest 1986/87. Trainer Schäffner, der ihn in der Saisonvorschau zunächst als Mittelfeldspieler vorgesehen hatte, setzte ihn nur noch als Einwechselspieler in 13 Oberligaspielen ein. Sein letztes Pflichtspiel für Union bestritt Hovest am 16. Mai 1987. In der Begegnung des 24. Oberligaspieltages Union Berlin – Stahl Riesa (0:0) wurde er noch einmal in der 68. Minute eingewechselt. Damit war Hovest innerhalb von neun Jahren auf 207 Pflichtspiele mit 45 Toren gekommen. Auf die Oberliga entfallen dabei 102 Einsätze und 65 Tore.
Zu Beginn der Saison 1987/88 kehrte Hovest zu den Wurzeln seiner Laufbahn zurück und schloss sich wieder Stahl Hennigsdorf an. Er erreichte auf Anhieb mit der Mannschaft den Aufstieg von der Bezirksliga in die DDR-Liga. Ende 1988 beendete Hovest seine Laufbahn als Leistungsfußballer, kehrte nach Ost-Berlin zurück und schloss der viertklassigen BSG Empor an. Auch mit dieser Mannschaft feierte Hovest noch einmal einen Aufstieg, im Sommer 1989 stieg Empor Berlin in die Bezirksliga auf. In der Bezirksliga beschloss Hovest schließlich endgültig seine Spielerlaufbahn.
Bereits während seiner Zeit als Fußballspieler hatte Hovest ein Ingenieurstudium absolviert. Später arbeitete er im Einzelhandel.